# Xylocopa bequaerti
Xylocopa bequaerti là một loài Hymenoptera trong họ Apidae. Loài này được Cockerell mô tả khoa học năm 1930.